# República de Anguila
```
   |-
       |
Erro:
:  
valor não especificado para "
nome_comum
"

   |-
       | 
Erro:
:  
valor não especificado para "
continente
"
```

A República de Anguila foi um Estado independente não reconhecido e de pouca duração na ilha de Anguila, existindo de 11 de julho de 1967 até 18 de março de 1969, quando o controle britânico foi restabelecido. Atualmente, a ilha é o território ultramarino de Anguila.

## Contexto
Em 27 de fevereiro de 1967, o Reino Unido concedeu ao território de São Cristóvão-Neves-Anguila o status de "Estado associado", com constituição própria e um grau considerável de autogoverno. Muitos anguilanos objetaram veementemente à contínua subserviência política a São Cristóvão e, em 30 de maio (conhecido como Dia de Anguila), a polícia de São Cristóvão foi expulsa da ilha. O governo provisório solicitou a administração dos Estados Unidos, que foi recusada. Em 11 de julho de 1967, um referendo sobre a secessão de Anguila do Estado incipiente foi realizado. Os resultados foram 1 813 votos a favor e 5 contra. Uma declaração de independência (escrita principalmente pelo professor de Direito de Harvard Roger Fisher) foi lida publicamente por Walter Hodge.
Um conselho legislativo separado foi imediatamente estabelecido. Peter Adams serviu como o primeiro presidente do Conselho da Ilha de Anguila, mas quando concordou em fazer Anguila novamente uma parte de São Cristóvão, foi deposto e substituído por Ronald Webster. Em dezembro de 1967, dois membros do Parlamento britânico elaboraram um acordo provisório pelo qual, por um ano, um funcionário do Reino Unido exerceria a autoridade administrativa básica junto com o Conselho de Anguila. Tony Lee assumiu o cargo em 8 de janeiro de 1968, mas ao final do mandato nenhum acordo havia sido alcançado sobre o futuro de longo prazo da governança da ilha.

## Declaração da república
Em 6 de fevereiro de 1969, Anguila realizou um segundo referendo, resultando em uma votação de 1 739 a 4 contra o retorno à associação com São Cristóvão. No dia seguinte, Anguila declarou-se uma república independente.
Webster mais uma vez atuou como presidente. Um novo enviado britânico, William Whitlock, chegou em 11 de março de 1969 com uma proposta para uma nova administração britânica interina. Ele foi rapidamente expulso da ilha.

## Restauração do controle britânico
Em 18 de março de 1969, um contingente de 300 soldados do 2º Batalhão, o Regimento de Paraquedas, mais 22 membros da Polícia Metropolitana de Londres pousaram pacificamente de helicóptero na ilha partindo de duas fragatas, aparentemente para "restaurar a ordem". Webster fugiu da ilha, eventualmente dirigindo-se à Assembleia Geral das Nações Unidas, argumentando que Anguila deveria ter o direito à autodeterminação.

Tony Lee foi demitido, enquanto Lord Caradon e Webster redigiram uma Declaração de Sete Pontos. Efetivamente, Anguila foi autorizada a se separar de São Cristóvão e Neves, embora só em 19 de dezembro de 1980 Anguila se dissociou formalmente de São Cristóvão e se tornou uma dependência britânica separada. Enquanto São Cristóvão e Neves conquistou a independência total do Reino Unido em 1983, Anguila continua sendo um território ultramarino britânico. 